# Gyrtona plumbisparsa
Gyrtona plumbisparsa là một loài bướm đêm trong họ Noctuidae.